# Cantón de Moravia
Cantón de Moravia är en kanton i Costa Rica.   Den ligger i provinsen San José, i den centrala delen av landet, 15 km nordost om huvudstaden San José.